# David DeCastro
David William DeCastro (* 11. Januar 1990 in Kirkland, Washington) ist ein ehemaliger US-amerikanischer American-Football-Spieler auf den Positionen des Guards. Er spielte von 2012 bis 2020 bei den Pittsburgh Steelers in der National Football League (NFL).

## College
DeCastro, der auf der Highschool auch als begabter Leichtathlet in Erscheinung trat, besuchte die Stanford University und spielte für deren Team, die Stanford Cardinal, auf der Position des rechten Guards erfolgreich College Football. Er bestritt insgesamt 39 Spiele und wurde dafür in diverse Auswahl-Teams berufen.

## NFL
Beim NFL Draft 2012 wurde er in der 1. Runde als insgesamt 24. von den Pittsburgh Steelers ausgewählt. In der Saisonvorbereitung zog er sich eine schwere Bänderverletzung im rechten Knie zu und konnte so in seiner Rookie-Saison nur viermal auflaufen, dreimal davon als Starter. In den folgenden Spielzeiten wurde er zu einem wichtigen Bestandteil der Offensive Line der Steelers, weswegen ihn sein Team bereits vor Beginn der Season 2016 vertraglich bis 2021 verpflichtete.
Bislang wurde er sechsmal für den Pro Bowl nominiert, in den Saisons 2015, 2016, 2017, 2018, 2019, 2020.
Am 24. Juni 2021 entließen die Steelers DeCastro.